# Cai Pisim
Cai Pisim (em persa médio: Kay Pisīn), Cai Pisina (em avéstico: Pisinah), Cai Pacim (em árabe: Kay Pašīn), Cai Nacim (em árabe: Kay Našin) ou Cai Faxine (em árabe: Kay Fašīn) é uma figura mitológica do folclore iraniano e tradição oral, membro da semi-lendário dinastia caiânida. Era filho de Cai Abive ou Caicobado, dependendo da reconstrução feita pelas fontes, e era pai de Cai Manes/Manu e avô de Cai Uji.

## Vida
Cai Pisim, segundo as fontes, era seguramente pai de Cai Manes/Manus (Maneš/Manuš) e avô de Cai Uji, o pai de Cai Loraspe. Suas demais relações de parentesco, porém, são confusamente citadas. A Criação Original e Dencarde afirmam que Abive era pai de quatro filhos (Cai Araxe, Cai Biarxe, Cai Pisim, Caicaus), enquanto fontes muçulmanas fazem várias distorções: Tabari cita Cai Araxe como filho de Cai Abive, mas também coloca os quatro irmãos, mais Cai Abibe, como filhos de Caicobado, uma versão que Balami segue; Abu Hanifa de Dinavar diz que Caicaus, Cai Abibe e Cai Caivas (Cai Araxe?) eram filhos de Caicobado; a Épica dos Reis de Ferdusi e Gardizi colocam os quatro irmãos da Criação Original (trocando o nome de um deles para Cai Armine ou Cai Arxexe dependendo da leitura) como filhos de Caicobado; Taalebi cita Cai Araxe como filho de Caicobado, mas Caicaus como seu filho e sucessor; Hâmeza e Albiruni (com Macdeci) registram, respectivamente, Cai Pisim e Caicaus como filhos de Cai Abive; a crônica do século XII Moǰmal al-tawāriḵ pôs Caicaus, Cai Paxine, Cai Arxexe e Cai Araxe como filhos de Caicobado, enquanto noutra versão, da mesma obra, Caicaus era filho de Cai <ʾfrh>, filho de Caicobado. De acordo com Tabari, Caicobado se casou com a filha do chefe turco chamado <bdrsʾ> (semelhante ao avéstico Vadraga), cujo nome é variadamente lido como Ferique, Feranga, etc. Segundo Tabari, esteve na batalha final contra Afrassíabe do Turanistão no tempo de Caicosroes.